# ビトー・ペトリーノ
ビトー・ペトリーノ（Vitor Petrino、1997年8月28日 - ）は、ブラジルの男性総合格闘家。ミナスジェライス州サンタ・ルジア出身。CMシステム所属。

## 来歴
2019年、プロ総合格闘技デビュー。
2022年9月6日、Dana White's Contender Series 53でホドウフォ・ベラートと対戦し、左フックでダウンを奪いパウンドで2RKO勝ちを収め、UFCとの契約権を獲得した。

### UFC
2023年3月11日、UFC初参戦となったUFC Fight Night: Yan vs. Dvalishviliでアントン・トゥルカリと対戦し、3-0の判定勝ち。ファイト・オブ・ザ・ナイトを受賞した。
2023年11月4日、UFC Fight Night: Almeida vs. Lewisでモデスタス・ブカウスカスと対戦し、左フックで2RKO勝ち。パフォーマンス・オブ・ザ・ナイトを受賞した。
2024年5月4日、UFC 301でライトヘビー級ランキング10位のアンソニー・スミスと対戦し、ギロチンチョークで1R一本負け。キャリア初黒星を喫した。

## 戦績
| 総合格闘技 戦績 | 総合格闘技 戦績 | 総合格闘技 戦績 | 総合格闘技 戦績 | 総合格闘技 戦績 | 総合格闘技 戦績 | 総合格闘技 戦績 |
| --------------- | --------------- | --------------- | --------------- | --------------- | --------------- | --------------- |
| 13 試合         | (T)KO           | 一本            | 判定            | その他          | 引き分け        | 無効試合        |
| 11 勝           | 7               | 1               | 3               | 0               | 0               | 0               |
| 2 敗            | 1               | 1               | 0               | 0               | 0               | 0               |

| 勝敗 | 対戦相手                   | 試合結果                          | 大会名                                  | 開催年月日     |
| ×    | ダスティン・ジャコビー     | 3R 3:44 KO（右ストレート）        | UFC on ESPN 63: Covington vs. Buckley   | 2024年12月14日 |
| ×    | アンソニー・スミス         | 1R 2:00 ギロチンチョーク          | UFC 301: Pantoja vs. Erceg              | 2024年5月4日   |
| ○    | タイソン・ペドロ           | 5分3R終了 判定3-0                 | UFC Fight Night: Rozenstruik vs. Gaziev | 2024年3月2日   |
| ○    | モデスタス・ブカウスカス   | 2R 1:03 KO（左フック）            | UFC Fight Night: Almeida vs. Lewis      | 2023年11月4日  |
| ○    | マルチン・プラフニオ       | 3R 3:42 肩固め                    | UFC 290: Volkanovski vs. Rodríguez      | 2023年7月8日   |
| ○    | アントン・トゥルカリ       | 5分3R終了 判定3-0                 | UFC Fight Night: Yan vs. Dvalishvili    | 2023年3月11日  |
| ○    | ホドウフォ・ベラート       | 2R 3:36 KO（左フック→パウンド）   | Dana White's Contender Series 53        | 2022年9月6日   |
| ○    | ガジムラド・アンティグロフ | 2R 3:36 KO（左アッパー→パウンド） | UAE Warriors 22                         | 2021年9月4日   |
| ○    | カイク・ソウザ             | 1R 4:17 TKO（パンチ連打）         | Road to Future 2                        | 2021年7月18日  |
| ○    | ファビオ・ゴイス           | 1R 0:45 TKO（パンチ連打）         | AFT 26                                  | 2021年2月21日  |
| ○    | ウィリアン・テレス         | 1R 3:06 TKO（パンチ連打）         | AFT 25                                  | 2020年11月29日 |
| ○    | エウェルトン・ポラキニ     | 5分3R終了 判定3-0                 | Max Fight 23                            | 2019年6月28日  |
| ○    | ホドウフォ・ベラート       | 1R 0:25 KO（パンチ連打）          | Max Fight 22                            | 2019年5月3日   |

## 表彰
- UFC ファイト・オブ・ザ・ナイト（1回）
- UFC パフォーマンス・オブ・ザ・ナイト（1回）